# Kamienne niebo (powieść N.K. Jemisin)
Kamienne niebo (tyt. oryg. The Stone Sky) – powieść fantasy amerykańskiej pisarki N.K. Jemisin, wydana w sierpniu 2017 roku. Jest to trzecia część cyklu „Kraina Pękniętej Ziemi” (tyt. oryg. The Broken Earth). Powieść otrzymała najważniejsze nagrody w fantastyce: Hugo i Nebulę dla najlepszej powieści oraz Nagrodę Locusa dla najlepszej powieści fantasy. W Polsce, podobnie jak poprzednie części, powieść wydała oficyna Sine Qua Non w tłumaczeniu Jakuba Małeckiego.

## Fabuła
W krainie zwanej Bezruchem piąta pora roku trwa już dwa lata. Główna bohaterka, Essun, przejęła moc Alabastra Dziesięciopierściennika. Teraz przed nią dwa zadania: odnaleźć córkę, Nassun, i uratować świat. W ostatnim tomie trylogii autorka przedstawia finał wojny między ludźmi, stróżami, zjadaczami kamienia, górotworami i Ojcem Ziemią. W trylogii daje się odczytać przesłanie ekologiczne – próba nadmiernej eksploatacji zasobów Ziemi prowadzi do katastrofy.